# よいご旅行を
『よいご旅行を』（よいごりょこうを、西: Buen viaje, 英: Have a good trip!）は、フランシスコ・デ・ゴヤが1797年から1799年に制作した銅版画である。エッチング。80点の銅版画で構成された版画集《ロス・カプリーチョス》（Los Caprichos, 「気まぐれ」の意）の第64番として描かれた。黒魔術によって飛行する魔女を描いた連作の1つで、スペインのカトリック教会やその教義、あるいは神秘主義の流行を風刺している。マドリードのプラド美術館に準備素描が所蔵されている。

## 作品

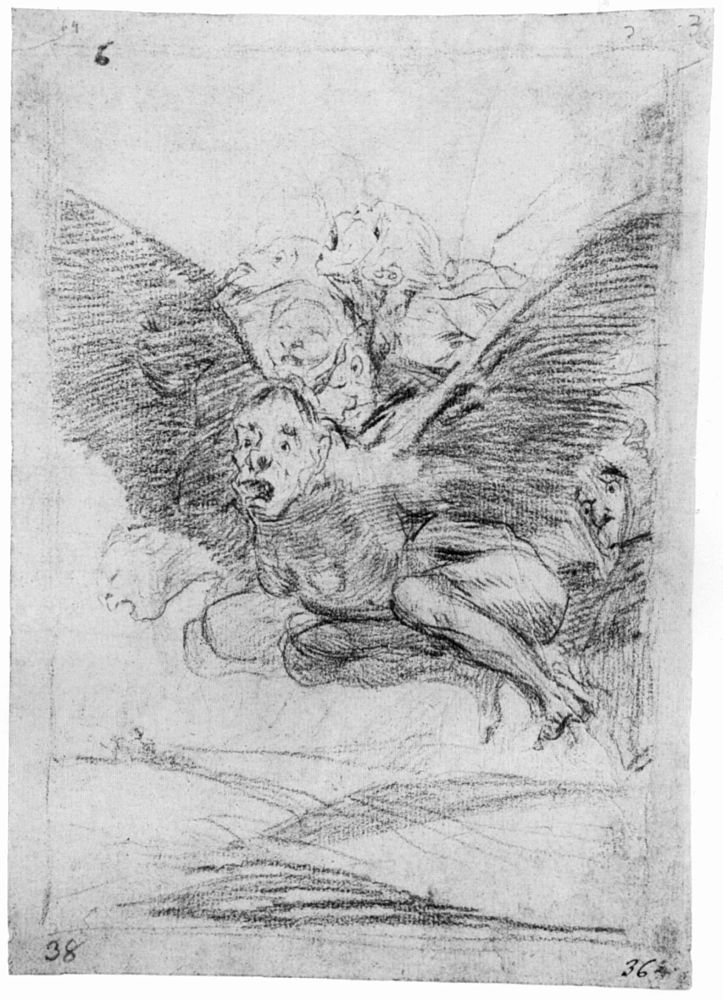
準備素描。

半人半鳥の姿をした悪魔たちが夜の空を飛行しており、大きく広げた翼の上に複数の魔女たちを乗せて運んでいる。彼らはいずれも衣服を着ておらず、その顔はまるで初めて魔女の飛翔に参加した黒魔術の信奉者であるかのように、恐怖や驚愕、あるいは恍惚といった表情を浮かべ、遠くの地上や暗闇に閉ざされた虚空など様々な方向を見つめている。わずかな月明かりが彼らの身体を照らしているがそれはわずかな部分であり、大部分は背景の闇夜に溶け込み、幻影であるかのような印象を受ける。彼らの頭部は様々な悪魔や悪徳の象徴とされるサルあるいはオオヤマネコといった動物のそれに似ている。彼らが邪悪な存在であることは、魔女の1人がキリストの敵であることを絵画的に示した鷲鼻を持っていることからも分かる。無知を象徴する闇による視界の喪失は、髪をお団子に結わえた静かに瞳を閉じている魔女によって表されている。彼女はおそらく他の若い魔女たちの教師と思われる。
ゴヤは戯画的にディフォルメされた魔女たちを描くことで、黒魔術に誘惑される人々の無教養さを批判し、また混乱した教義に基づく馬鹿げた儀式に専念する人々を嘲笑している。このようなスペインの非合理的風潮は1790年代まで出版されることがなかったカスティーリャ語版聖書の禁止によっても助長された。ゴヤは批判的な視線によってグロテスクな暗い世界が実在するかのように描き出している。また深い闇は神秘主義とその空想的産物の流行と、光によって象徴される知識との深い断絶を表している。
スペイン国立図書館の手稿では「悪徳は無知の領域を飛び回る。男は邪悪なソドミーの悪徳に陥る」と説明されている。ロペス・デ・アラヤ（López de Ayala） の手稿でもほぼ同様の説明がされており、「悪徳は翼を広げて無知の領域を飛び回り、たがいに支え合う」と注釈されている。
この図像は劇作家レアンドロ・フェルナンデス・デ・モラティンの『1610年11月6日・7日のログローニョにおけるアウト・デ・フェ』（Auto de Fe, celebrado en la ciudad deLogroño en los días 6 y 7 de noviembrede 1610）に触発されたことが指摘されている。これはバスク地方のログローニョで起きたバスク魔女裁判のアウト・デ・フェ（異端判決宣告式）を再編集したもので、そこでは魔女たちがサバトに参加するために空を旅する様が語られている。
準備素描では魔女たちは昼間の空を飛行しているように見えるが、完成作では逆に《ロス・カプリーチョス》中で最も暗い夜のシーンの1つとなった。技術的には非常に濃いインクを使用することでこの暗さを実現しており、バーニッシャーを多用することで図像に霧がかかったような外観を与えた。さらにゴヤは暗さを増すためにアクアチントを再度塗布した。

## 来歴
プラド美術館所蔵の《ロス・カプリーチョス》の準備素描は、ゴヤの死後、息子フランシスコ・ハビエル・ゴヤ・イ・バエウ（Francisco Javier Goya y Bayeu）、孫のマリアーノ・デ・ゴヤ（Mariano de Goya）に相続された。スペイン女王イサベル2世の宮廷画家で、ゴヤの素描や版画の収集家であったバレンティン・カルデレラは、1861年頃にマリアーノから準備素描を入手した。1880年に所有者が死去すると、甥のマリアーノ・カルデレラ（Mariano Carderera）に相続され、1886年11月12日の王命によりプラド美術館が彼から購入した。

## 影響
本作品の題名は、フランスのロマン主義の詩人ヴィクトル・ユーゴーがシャルル＝オーギュスタン・サント＝ブーヴとルイ・ブーランジェに捧げた『秋の木の葉』（Les Feuilles d'automne）のエピグラフとして使用した。

## ギャラリー
関連作品

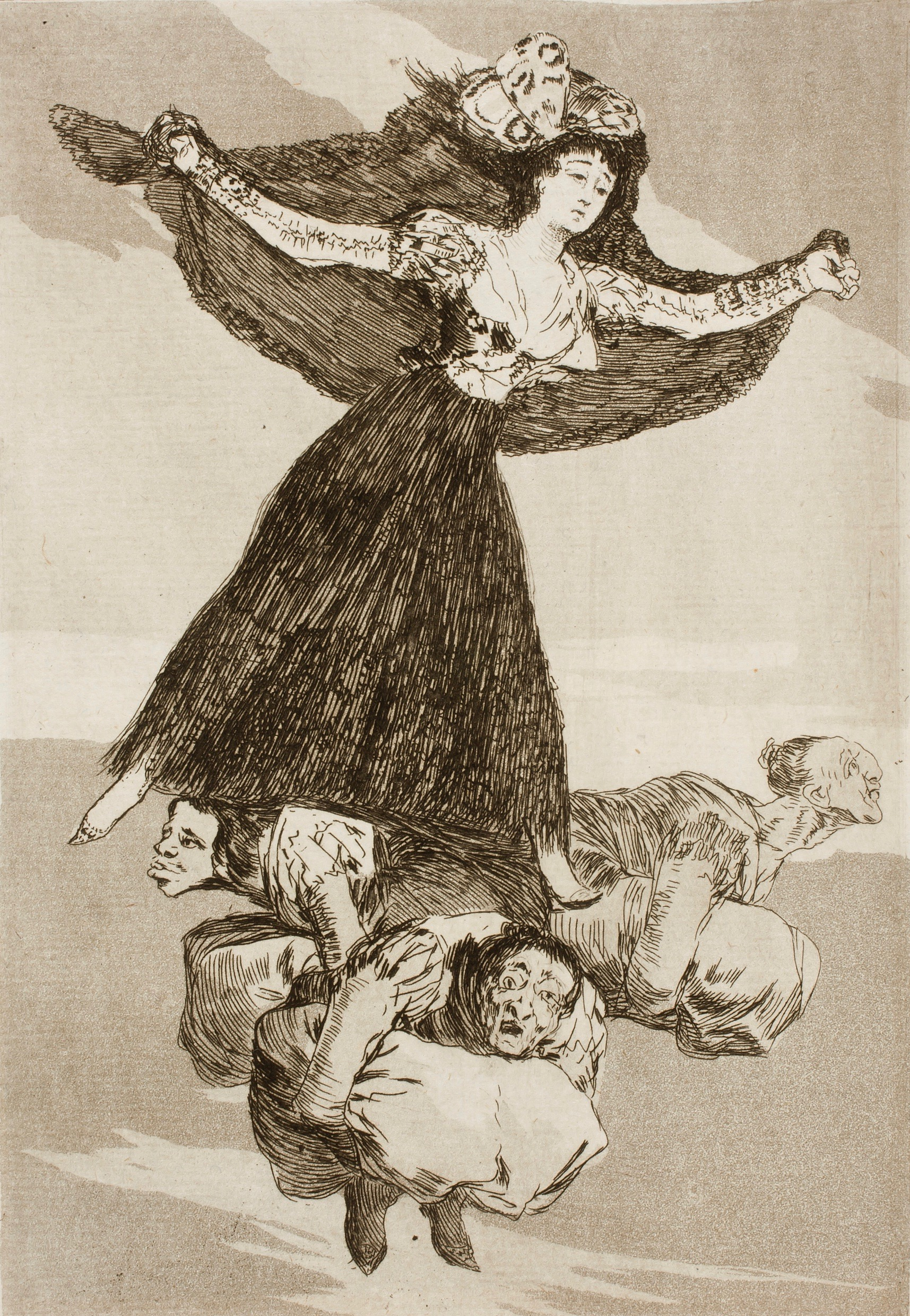
第61番「彼女は飛び去った」
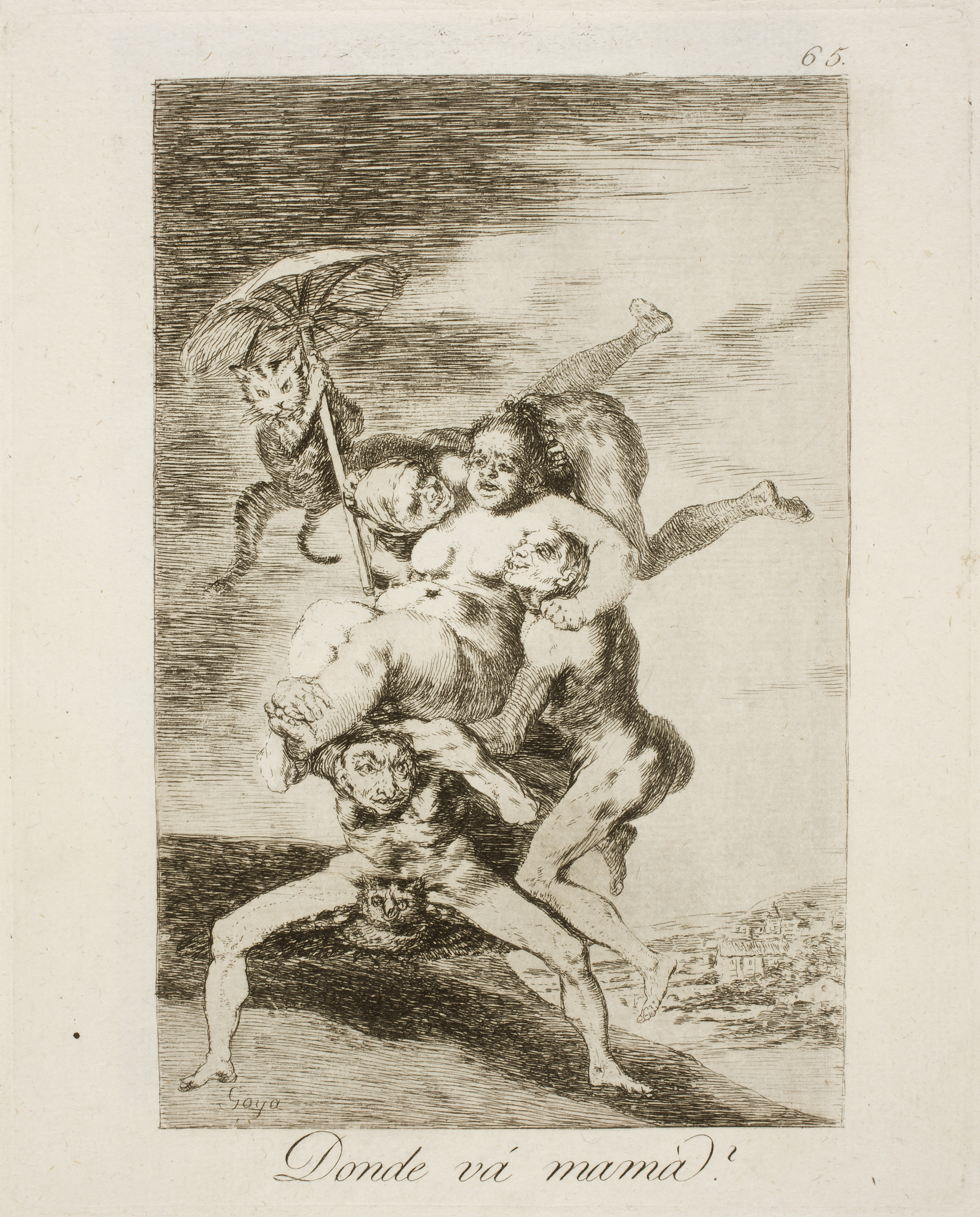
第65番「ママ、どこへ行くの」
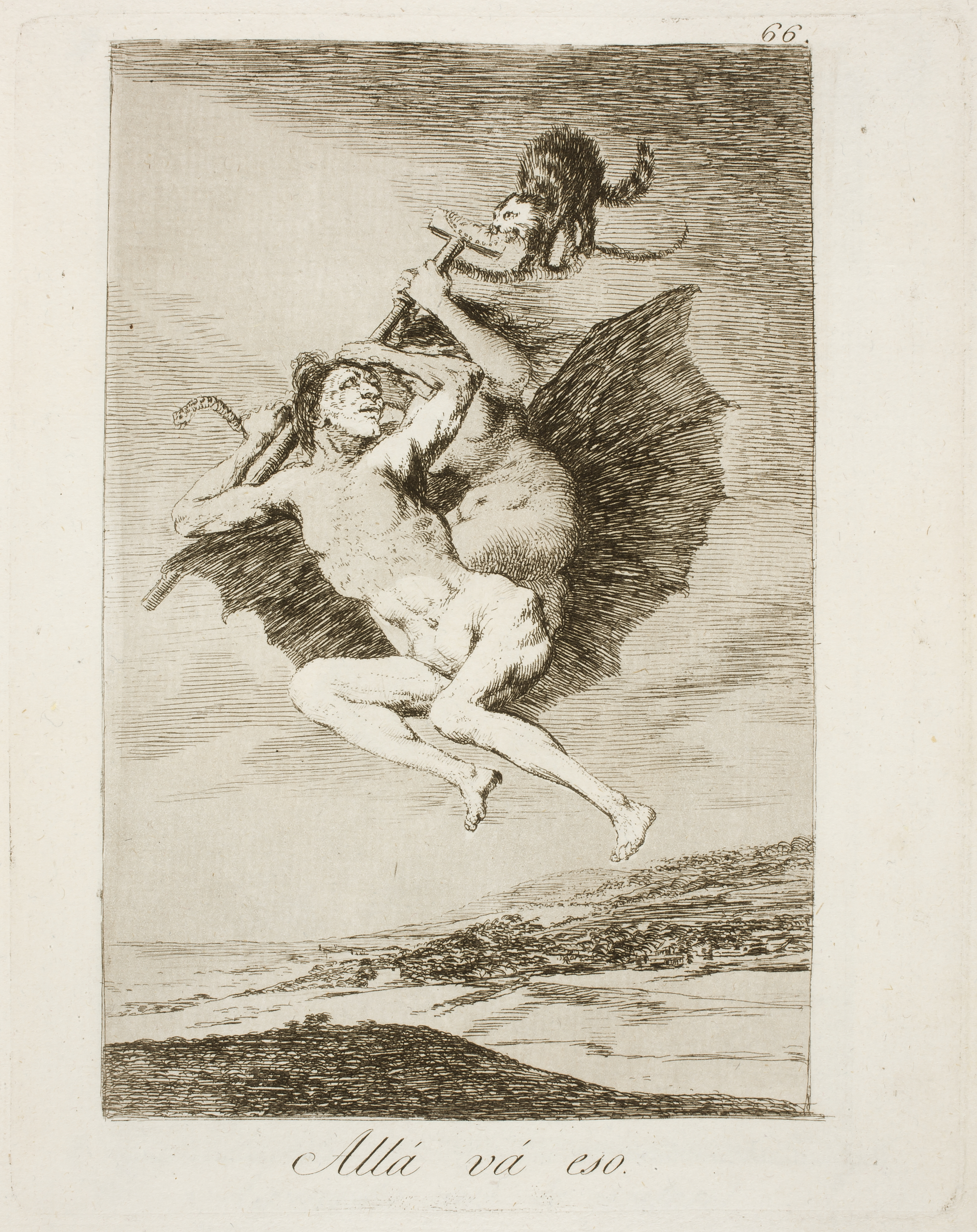
第66番「ほら、あっちへ飛んで行くよ」
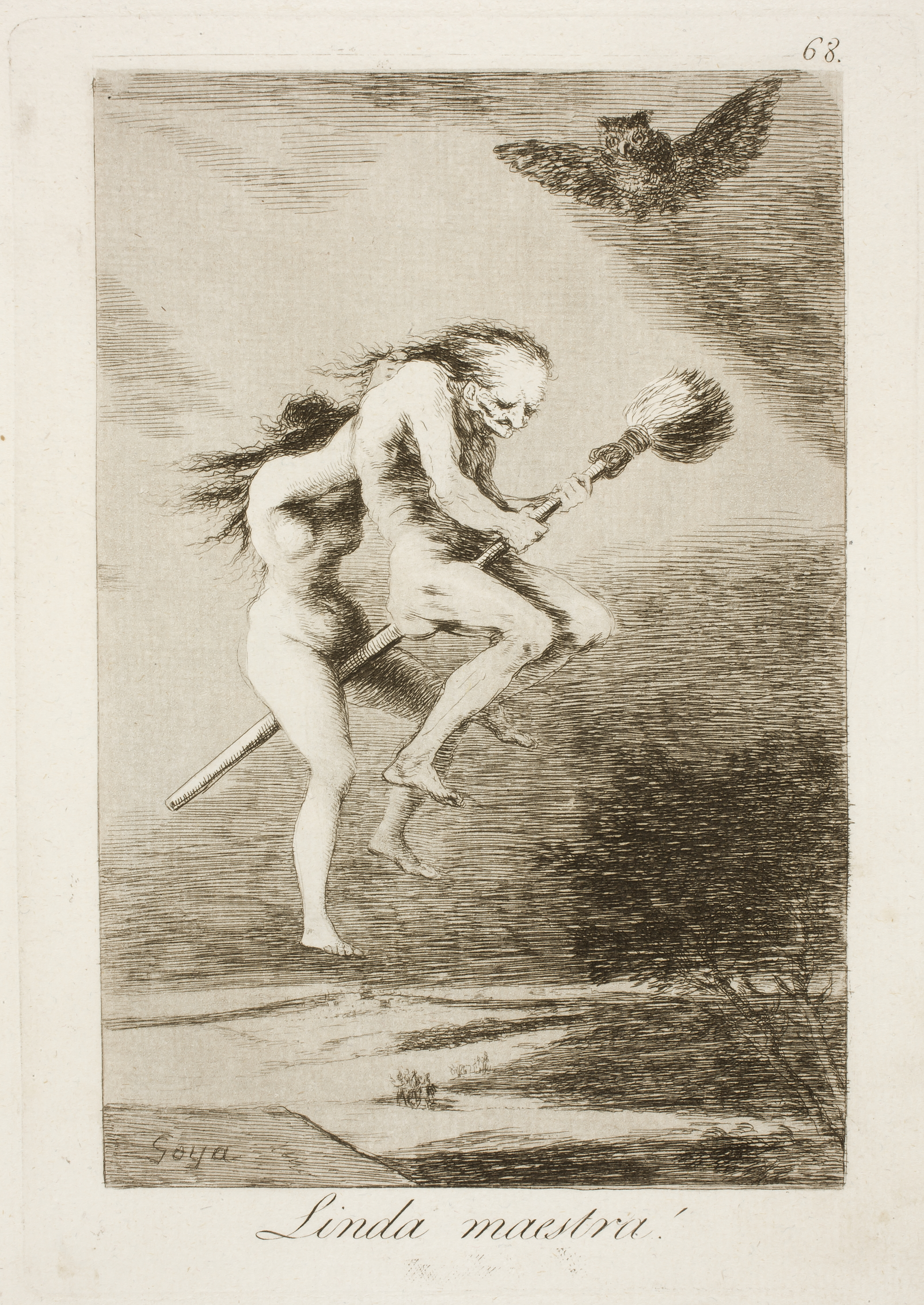
第68番「美しき女教師」